# Maria von Welser
Pour les articles homonymes, voir Welser.
Maria von Welser (née le 26 juin 1946 à Munich) est une journaliste de télévision allemande et la présidente de l'UNICEF d'Allemagne.
De par son mariage elle est membre de la famille Welser, une famille patricienne de marchands et de banquiers d'Augsbourg. Sa mère, Margarete Schüssel, fut une journaliste de mode allemande.

## Distinctions
- Silberne Ehrennadel der Stiftung Sicherheit im Skisport des DSV (1987)
- Journalistenpreis der Deutschen Aids-Stiftung (1992)
- Frau des Jahres (1993)
- Elisabeth-Norgall-Preis, décerné par l'International Women’s Club of Frankfurt (1994)
- Prix Hanns-Joachim-Friedrichs (1996)
- Publizistikpreis der Landeshauptstadt München (1996)
- Frauenförderpreis für besonderes Engagagement von Frauen für Frauen (1996)
- Médaille Theodor-Heuss (1996)
- Prix Elisabeth-Selbert (2007)

## Décoration
- Chevalier de l'ordre du Mérite de la République fédérale d'Allemagne (1996)

## Ouvrages
- Münchner Oktoberfest, München, Bummel, 1982  (ISBN 3-88781-004-X)
- (avec Ursula von der Leyen), Wir müssen unser Land für die Frauen verändern, Munich, C. Bertelsmann, 2007  (ISBN 978-3-570-00959-8)
- Leben im Teufelskreis: Kinderarmut in Deutschland – und keiner sieht hin, Gütersloher Verlagshaus, 2009  (ISBN 978-3-579-06895-4)